# Дискография группы «Три дня дождя»
Дискография российской рок-группы «Три дня дождя» состоит из пяти студийных альбомов, двух мини-альбомов и 33 синглов. Помимо этого, имеются гостевые участия на альбомах других исполнителей в количестве 7 штук.

## Студийные альбомы
| Оценки критиков | Оценки критиков |
| Источник        | Оценка          |
| --------------- | --------------- |
| InterMedia      | [ 1 ]           |

| Оценки критиков | Оценки критиков |
| Источник        | Оценка          |
| --------------- | --------------- |
| InterMedia      | [ 2 ]           |

| Название                      | Детали                                                                                 | Высшая позиция в чарте |
| Название                      | Детали                                                                                 | Россия Apple Music     |
| ----------------------------- | -------------------------------------------------------------------------------------- | ---------------------- |
| «Любовь, аддикция и марафоны» | - Релиз: 21 февраля 2020 - Лейбл: независимый - Формат: цифровая дистрибуция, стриминг | —                      |
| «Когда ты откроешь глаза»     | - Релиз: 4 июня 2021 - Лейбл: независимый - Формат: цифровая дистрибуция, стриминг     | 13                     |
| «Байполар»                    | - Релиз: 21 октября 2022 - Лейбл: IZBA - Формат: цифровая дистрибуция, стриминг        | —                      |
| «melancholia»                 | - Релиз: 20 октября 2023 - Лейбл: IZBA - Формат: цифровая дистрибуция, стриминг        | 2                      |
| «Висхолдинг»                  | - Релиз: 18 апреля 2025 - Лейбл: IZBA - Формат: цифровая дистрибуция, стриминг         | 1                      |

## Мини-альбомы
| Название        | Детали                                                                                 |
| --------------- | -------------------------------------------------------------------------------------- |
| «Пепел» — EP    | - Релиз: 28 октября 2020 - Лейбл: независимый - Формат: цифровая дистрибуция, стриминг |
| «Акустика» — EP | - Релиз: 12 мая 2023 - Лейбл: IZBA - Формат: цифровая дистрибуция, стриминг            |

## Синглы
| Год  | Название                                               | Альбом                        |
| ---- | ------------------------------------------------------ | ----------------------------- |
| 2019 | «Не стой на ветру» (совм. с Сантосом)                  | без альбома                   |
| 2019 | «Осень и алкоголь»                                     | «Любовь, аддикция и марафоны» |
| 2019 | «Батареи» («Нервы» cover)                              | без альбома                   |
| 2019 | «Красота»                                              | без альбома                   |
| 2020 | «Не Киряй» (совм. с МУККА)                             | без альбома                   |
| 2020 | «Мои друзья»                                           | без альбома                   |
| 2020 | «Bye-Bye»                                              | без альбома                   |
| 2020 | «Беги от меня»                                         | «Пепел» — EP                  |
| 2020 | «Тебя любить»                                          | «Пепел» — EP                  |
| 2020 | «Траблы» (совм. с lowlife)                             | без альбома                   |
| 2020 | «Привычка»                                             | «Пепел» — EP                  |
| 2021 | «Если я умру»                                          | «Когда ты откроешь глаза»     |
| 2021 | «Космос» (совм. с Лали)                                | «Когда ты откроешь глаза»     |
| 2021 | «Где ты»                                               | «Когда ты откроешь глаза»     |
| 2021 | «Всё из-за тебя»                                       | «Когда ты откроешь глаза»     |
| 2021 | «Вода» (совм. с МУККА)                                 | «Когда ты откроешь глаза»     |
| 2021 | «Малолетки» (совм. с МУККА)                            | «Малолетки» (макси-сингл)     |
| 2021 | «Весна» (совм. с МУККА)                                | «Малолетки» (макси-сингл)     |
| 2021 | «Не выводи меня» (совм. с МУККА)                       | «Малолетки» (макси-сингл)     |
| 2021 | «Part of Me» (совм. с Call Me Karizma)                 | без альбома                   |
| 2022 | «Вина»                                                 | без альбома                   |
| 2022 | «Выдыхай» (совм. с Zivert)                             | «Байполар»                    |
| 2022 | «Отпускай»                                             | «Байполар»                    |
| 2022 | «Я и одиночество»                                      | «Байполар»                    |
| 2022 | «Перезимую» (совм. с Нашей Таней)                      | без альбома                   |
| 2023 | «За край»                                              | «melancholia»                 |
| 2023 | «Кристаллические лярвы»                                | «melancholia»                 |
| 2023 | «Kryptonite» (совм. с Call Me Karizma)                 | без альбома                   |
| 2024 | «Температура» (совм. с polnalyubvi)                    | без альбома                   |
| 2024 | «Скучаю по тебе» (совм. с неисправность)               | «Висхолдинг»                  |
| 2024 | «Земля» (совм. Тосей Чайкиной; «Маша и Медведи» cover) | OST «Амура»                   |
| 2024 | «Вечно Молодой» («Смысловые галлюцинации» cover)       | без альбома                   |
| 2025 | «Привет»                                               | «Висхолдинг»                  |

### Участие в альбомах других исполнителей
| Год  | Альбом                             | Трек                  | Другие исполнители              |
| ---- | ---------------------------------- | --------------------- | ------------------------------- |
| 2019 | «Цирк восходящего солнца»          | «Бедная юность»       | playingtheangel, МУККА          |
| 2020 | «В моём доме только ты и пистолет» | «Кроме твоего лица»   | INSPACE                         |
| 2020 | «INFINITY»                         | «Худшее во мне»       | playingtheangel                 |
| 2021 | «Sad Pizza Club»                   | «Sk8er Boi»           | K8MAFFIN                        |
| 2022 | «g.o.a.t. uslugi»                  | «Fake Love»           | Yanix                           |
| 2022 | «13 причин почему»                 | «больше не буду»      | тринадцать карат                |
| 2024 | «Голос мой услышь»                 | «Луч солнца золотого» | Баста, MONA, Владимир Пресняков |
| 2025 | «BRATLAND»                         | «Здравствуй»          | Macan                           |

## Музыкальные видео
| Год  | Песня                                  | Режиссёр                      |
| ---- | -------------------------------------- | ----------------------------- |
| 2020 | «Демоны»                               | Тимофей Азаров                |
| 2020 | «Беги от меня»                         | Владислав Политик             |
| 2020 | «Траблы» (совм. с lowlife)             | Михаил Сушко                  |
| 2020 | «О пепле»                              | Марк Ермилов                  |
| 2021 | «Всё из-за тебя»                       | Тимофей Азаров                |
| 2022 | «Выдыхай» (совм. с Zivert)             | Айбат Рахманов                |
| 2023 | «За край»                              | Марк Ермилов и Саша Сахарная  |
| 2023 | «Kryptonite» (совм. с Call Me Karizma) | VISNU и Саша Сахарная         |
| 2024 | «Температура» (совм. с polnalyubvi)    | Марк Ермилов                  |
| 2024 | «Земля» (совм. с Тосей Чайкиной)       | Слава Кулешов и Фёдор Яковлев |
| 2025 | «Привет» (Mood Video)                  | Марк Ермилов                  |